# أدريان وليامز
أدريان وليامز (بالإنجليزية: Adrian Williams)‏ (16 أغسطس 1971 ريدنغ المملكة المتحدة - ) هو لاعب كرة قدم بريطاني يلعب كمدافع.

## روابط خارجية
- أدريان وليامز على موقع ميوزك برينز (الإنجليزية)
- أدريان وليامز على موقع ديسكوغز (الإنجليزية)
- أدريان وليامز على موقع الاتحاد الأوربي (الإنجليزية)
- أدريان وليامز على موقع قاعدة بيانات كرة القدم.إي يو (الإنجليزية)
- أدريان وليامز على موقع ناشيونال فوتبول تيمز (الإنجليزية)
- أدريان وليامز على موقع Soccerbase.com (لاعب) (الإنجليزية)